# Rio Alto Braço
Rio Alto Braço är ett vattendrag i Brasilien.   Det ligger i delstaten Santa Catarina, i den södra delen av landet, 1 300 km söder om huvudstaden Brasília.
I omgivningarna runt Rio Alto Braço växer i huvudsak städsegrön lövskog. Runt Rio Alto Braço är det glesbefolkat, med 14 invånare per kvadratkilometer.